# 前田孫右衛門
前田 孫右衛門（まえだ まごえもん ）は、幕末の長州藩士。諱は利済。甲子殉難十一烈士の一人。

## 略伝
藩校の明倫館で学び、長州藩の代官や奉行を歴任後、文久元年（1862年）に上京して直目付に就任して軍備の整備に当たるが、奉勅攘夷の為出奔。文久2年（1863年）の八月十八日の政変により直目付を罷免されるが、9月に表番頭格用談役に登用され、後に直目付に復職。
元治元年（1864年）7月、山田亦介・天野謙吉らと共に東上するが京師の変の報を聞いて帰国し、伊藤俊輔と共に応接使となる。禁門の変の後、直目付を再び罷免され、謹慎処分に処される。その後野山獄に入れられ、楢崎弥八郎・松島剛蔵・毛利登人・山田亦介・大和弥八郎・渡辺内蔵太ら6人と共に処刑される。

## 関連作品
- 花神 - 演：渡辺厳 （NHK大河ドラマ、1977年）
- 奇兵隊 - 演：近藤洋介 （日本テレビ年末時代劇スペシャル、1989年）